# Henry Maurice Drummond-Hay

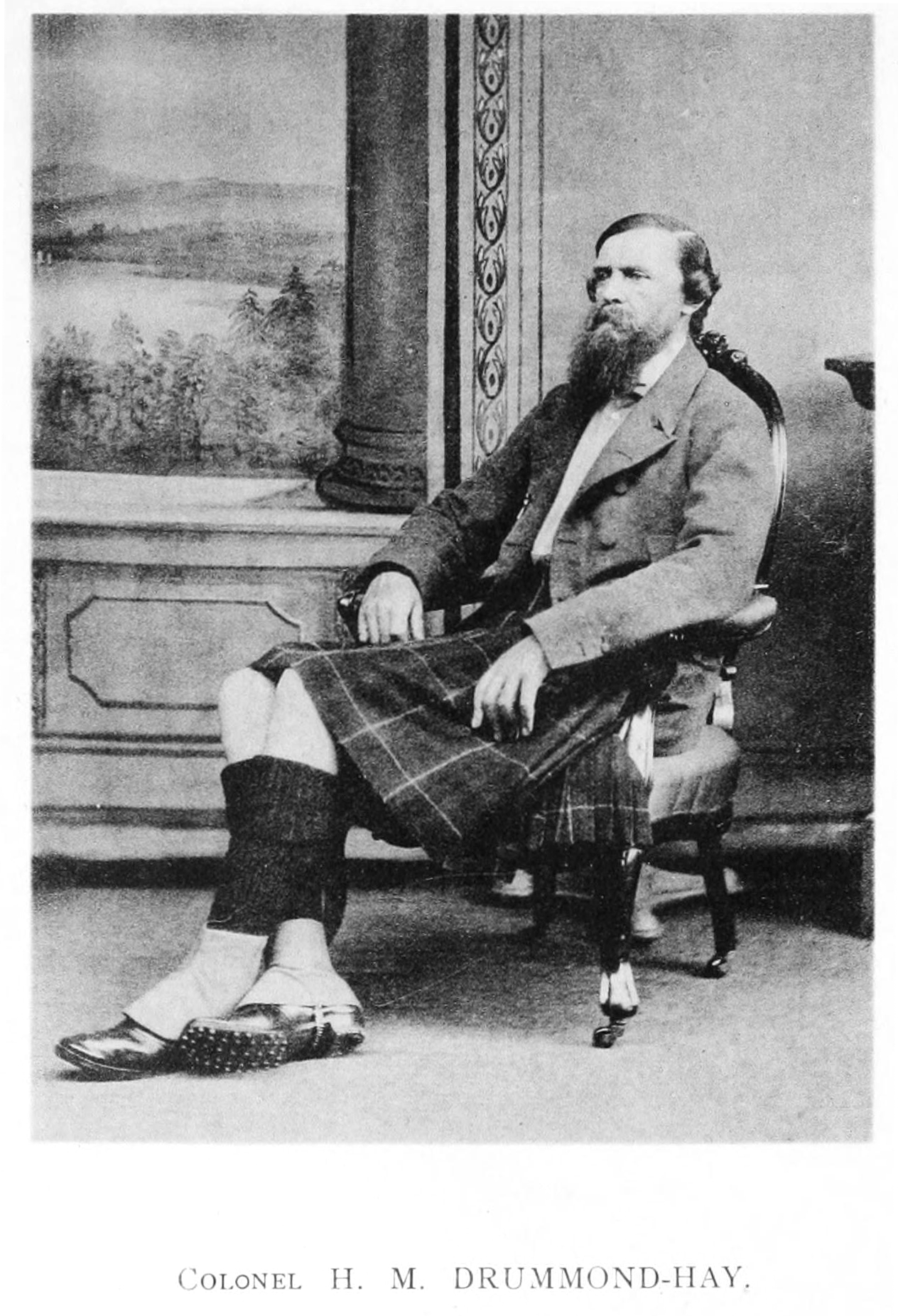
Henry Maurice Drummond-Hay

Henry Maurice Drummond-Hay (geborener Drummond, * 7. Juni 1814 Megginch Castle, Perthshire; † 3. Januar 1896) war ein schottisch-britischer Offizier, Ornithologe und Ichthyologe.

## Familie
Er war der jüngste Sohn von Vice-Admiral Sir Adam Drummond, K.C.H., 7. Laird von Megginch Castle, und Lady Charlotte Murray, der Tochter von John Murray, 4. Duke of Atholl.
Am 12. Oktober 1859 heiratete er in Perth Charlotte Elizabeth Richardson Hay (* 1834; † 27. April 1914), Erbin der Güter Seggieden und Aberage in Perthshire. Das nahm daraufhin den Familiennamen Drummond-Hay an. Sie hatten sechs Kinder:
- Constance Margaret Jane Drummond-Hay (15. März 1862 – 4. Februar 1944);
- James Adam Gordon Richardson Drummond-Hay (5. August 1863 – 27. Dezember 1928), Colonel der Coldstream Guards, ⚭ 1903 Alice Evelyn Isabella Stewart-Richardson († 1945);
- Alice Charlotte Drummond-Hay (6. Mai 1865 – 23. Januar 1956);
- Lucy Barbara Drummond-Hay (31. August 1866 – 1954);
- Henry Maurice Drummond-Hay (22. Oktober 1869 – 2. November 1932);
- Edith Maud Drummond-Hay (28. Februar 1872 – 20. Februar 1960).

## Militärkarriere und öffentliche Ämter
Am 4. Dezember 1833 trat er in die British Army ein und erwarb er ein Offizierspatent als Ensign des 42nd (Royal Highland) Regiment of Foot. Am 15. Dezember 1837 wurde er zum Lieutenant und am 3. Juni 1842 zum Captain befördert. Während seiner zwanzigjährigen Dienstzeit war ein in Irland, Malta, auf Korfu, den Bermudas und in Halifax in Nova Scotia eingesetzt. 1852 schied er aus dem aktiven Dienst beim 42nd Regiment of Foot aus.
Am 8. Juni 1854 wechselte er zur Miliz und wurde zum Major der Royal Perthshire Militia befördert und wurde am 5. November 1855 Lieutenant-Colonel und Kommandeur der Royal Perthshire Rifle Militia. Er nahm mit seinem Regiment am Krimkrieg teil. Am 21. November 1870 wurde er ehrenhalber in den Rang eines Colonel erhoben, bevor er 1872 endgültig in Ruhestand ging.
1882 erhielt er das Amt eines Deputy Lieutenant von Perthshire.

## Wirken als Ornithologe und Ichthyologe
Schon in der Jugend interessierte sich Henry Maurice Drummond für die Feldforschung. Nachdem er moderne Sprachen studiert hatte, ging er in die Schweiz und lernte in der Werkstatt von Max H. Linder, damals die bedeutendste Autorität auf dem Gebiet der Ornithologie im Alpenraum, die Taxidermie. Während seiner Militärzeit studierte er die Vögel und Fische in den Ländern seiner Stationierung und stand in Briefkontakt mit den Ornithologen William Jardine und Hugh Edwin Strickland. 1835 will Drummond als erster den Olivenspötter (Hippolais olivetorum) entdeckt haben, den Strickland zwei Jahre später beschrieb.
Als Drummond auf Malta stationiert war, widmete er sich auch der Ichthyologie und fertigte in Zusammenarbeit mit Antonio Schembri zahlreiche farbige Zeichnungen der Fische an. 1843 begleitete er während seines Urlaubs Captain Thomas Graves, Kommandant des Schiffs HMS Beacon, auf der Fahrt von Malta nach Kreta. Vom 27. April bis zum 18. Juni 1843 studierte er dort die Vogelwelt und veröffentlichte seine Erkenntnisse in dem Artikel Two Months in the Island of Crete. Später wurde seine Kompanie auf den Bahamas und schließlich in Halifax stationiert. Auf der Fahrt zurück nach Schottland im Dezember 1852 sah er vom Schiff aus einen Riesenalk und behauptete später er wär der letzte gewesen, der ein lebendes Exemplar gesehen hätte.
Drummond war der erste Präsident der British Ornithologists’ Union und im Jahre 1858 einer der zwanzig Gründer des Journals Ibis. In den letzten zwanzig Lebensjahren widmete er sich der Naturgeschichte von Perthshire und Tayside und vor allem der Gründung des Perth Museums.